# Rhynchodemus sylvaticus
Rhynchodemus sylvaticus är en plattmaskart som först beskrevs av Joseph Leidy 1851.  Rhynchodemus sylvaticus ingår i släktet Rhynchodemus och familjen Rhynchodemidae. Inga underarter finns listade i Catalogue of Life.